# Sen Çal Kapımı
Sen Çal Kapımı ist eine türkische Drama-Serie, die 2020 erstmals ausgestrahlt wurde.

## Inhalt
Die Serie dreht sich um Eda Yıldız, eine junge und ehrgeizige Landschaftsarchitektin, die durch ein Stipendium studieren wollte. Als dieses jedoch unerwartet gestrichen wird, macht sie Serkan Bolat, einen erfolgreichen, aber arroganten Geschäftsmann, dafür verantwortlich.
Serkan schlägt Eda eine Vereinbarung vor: Sie soll für zwei Monate seine falsche Verlobte spielen, damit er seine Ex-Freundin zurückgewinnen kann. Im Gegenzug verspricht er ihr, ihr Stipendium wiederzubeschaffen. Doch während sie diese vorgetäuschte Beziehung aufrechterhalten, verlieben sich die beiden wirklich ineinander, was zu vielen romantischen und dramatischen Verwicklungen führt.

## Besetzung
| Schauspieler          | Rolle                 | Folge |
| --------------------- | --------------------- | ----- |
| Hande Erçel           | Eda Yıldız            | 1–52  |
| Kerem Bürsin          | Serkan Bolat          | 1–52  |
| Neslihan Yeldan       | Aydan Bolat           | 1–52  |
| Evrim Doğan           | Ayfer Yıldız          | 1–52  |
| Anıl İlter            | Engin Sezgin          | 1–52  |
| Elçin Afacan          | Melek Yücel           | 1–52  |
| Başak Gümülcinelioğlu | Pırıl Baytekin Sezgin | 1–52  |
| Alican Aytekin        | Seyfi Çiçek           | 1–52  |
| Sarp Bozkurt          | Erdem Şangay          | 1–52  |

## Produktion
Sen Çal Kapımı wurde von Asena Bülbüloğlu produziert. Regie führten Ender Mihlar, Yusuf Pirhasan und Altan Dönmez. Die Musik der Serie komponierte Aytekin Ataş. Die Serie wurde von MF Yapım produziert. Sie umfasst 2 Staffeln mit insgesamt 52 Episoden, die jeweils etwa 55 Minuten dauern. Die Dreharbeiten fanden hauptsächlich in Istanbul statt. Die Serie wurde von FOX produziert und wurde am 8. Juli 2020 ausgestrahlt.

## Rezeption
Sen Çal Kapımı wurde in Europa, Lateinamerika und dem Nahen Osten ein großer Erfolg. In Italien hatte die Serie gute Einschaltquoten und lief auf Canale 5. In Spanien wurde die Serie zunächst auf Telecinco ausgestrahlt. Aufgrund enttäuschender Zuschauerzahlen verlegte man sie später zu Divinity, wo sie am Nachmittag lief. Dort entwickelte sie sich zu einem Überraschungserfolg.